# Verwaltungsgemeinschaft Wilburgstetten
In der Verwaltungsgemeinschaft Wilburgstetten im mittelfränkischen Landkreis Ansbach haben sich am 1. Mai 1978 folgende Gemeinden zur Erledigung ihrer Verwaltungsgeschäfte zusammengeschlossen:
1. Mönchsroth, 1674 Einwohner, 11,92 km²
2. Weiltingen, Markt, 1423 Einwohner, 24,02 km²
3. Wilburgstetten, 2140 Einwohner, 25,28 km²

Sitz der Verwaltungsgemeinschaft ist Wilburgstetten. Alle Teile zählen zur Metropolregion Nürnberg.